# Свен ван Бек
Свен ван Бек (нід. Sven van Beek, нар. 28 липня 1994, Гауда) — нідерландський футболіст, захисник клубу «Геренвен».

## Ігрова кар'єра
У дорослому футболі дебютував 2012 року виступами за команду клубу «Феєнорд», кольори якої захищає й донині.

## Виступи за збірні
2012 року дебютував у складі юнацької збірної Нідерландів, взяв участь у 7 іграх на юнацькому рівні.
З 2013 року залучається до складу молодіжної збірної Нідерландів. На молодіжному рівні зіграв у 11 офіційних матчах.

## Досягнення
- Чемпіон Нідерландів (1):

«Феєнорд»: 2016-17
- Володар Кубка Нідерландів (1):

«Феєнорд»: 2017-18
- Володар Суперкубка Нідерландів (2):

«Феєнорд»: 2017, 2018